# Pungești
Pungești is een Roemeense gemeente in het district Vaslui.
Pungești telt 3472 inwoners.